# Hoornsche Keet
Hoornsche Keet of ook wel Hoornse Keet is een buurtschap annex buurt in de Droogmakerij de Beemster, die bij de gemeente Purmerend hoort, in de Nederlandse provincie Noord-Holland.
Het is een van de acht kleinere buurt(schappen) van de Purmerend. Hoornsche Keet is gelegen rond de kruising van de Middenweg met de Hobrederweg. In de buurtschap staat de molen De Nachtegaal, de enige grote molen in de polder van de Beemster.
Stad: Purmerend      

Dorpen: Middenbeemster · Noordbeemster · Purmerbuurt · Purmer (deels) · Westbeemster · Zuidoostbeemster

Buurtschappen: Arenberg · Assummerbuurt · De Blikken Schel · Halfweg · Het Hoekje · Hoornsche Keet · Klaterbuurt · De Zevenhuisjes
Noord-Holland: Steden en dorpen in Noord-Holland      Nederland: Provincies · Gemeenten